# Pledari Grond

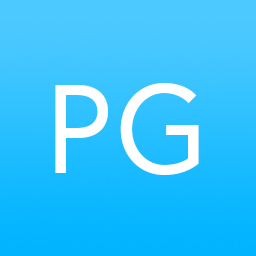
Logo des Pledari Grond

Der Pledari Grond (Pledari auf dem langen a betont, rätoromanisch für «Grosses Wörterbuch») ist eine im Internet frei zugängliche umfassende Wortschatzsammlung des Rumantsch Grischun. Ihre Anfänge gehen auf 1980 zurück, als die Lia Rumantscha erste Wörterlisten der jungen Ausgleichs- und Einheitssprache des romanischsprachigen Graubündens erstellte.
1993 erschien eine erste gedruckte Ausgabe. In den 1990er-Jahren erfolgte die Umstellung auf ein digitalisiertes Online-Lexikon. Noch immer ist die Lia Rumantscha gemeinsam mit der Jugendorganisation GiuRu federführend bei der ständigen Aktualisierung durch eine redaktionelle Kommission. Mittlerweile umfasst der Pledari Grond rund 250'000 Einträge. Die Suchfunktion ist beidsprachig möglich: vom Deutschen ins Romanische und umgekehrt.
Seit 2015 umfasst der Pledari Grond auch die Online-Wörterbücher Surmiran und Sutsilvan. Das Ziel ist es, nach und nach Online-Wörterbücher für jedes romanische Idiom zur Verfügung zu stellen. Die Rumantsch-Grischun-Daten des Pledari Grond dürfen als freie Inhalte gemäss einer Creative-Commons-Lizenz genutzt werden.